# 독일의 마이스터 제도

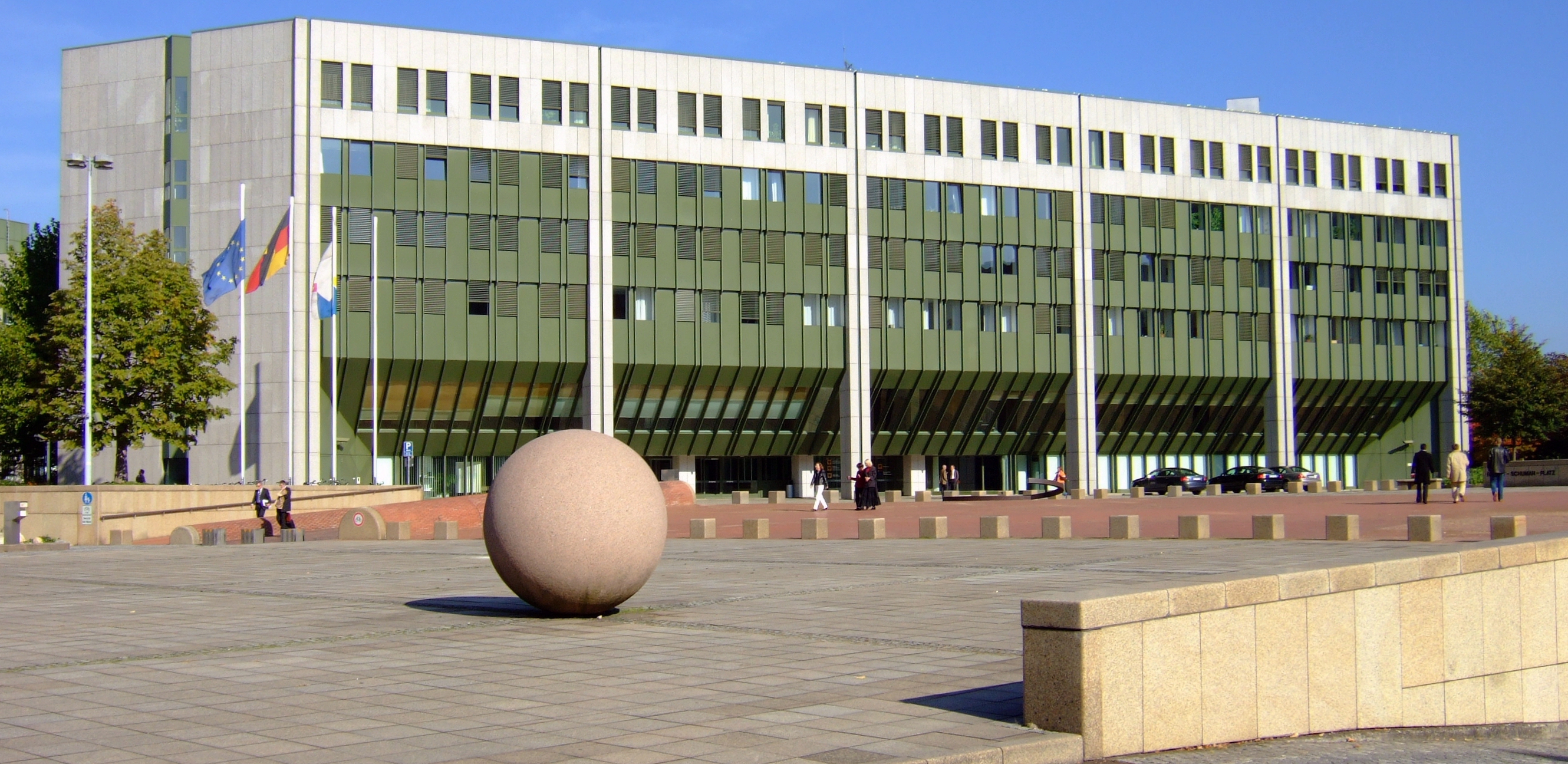
마이스터 제도를 주관하는 BBIB의 건물

독일의 마이스터 제도(독일어: Meister)는 독일의 직업 교육 제도를 의미하는 말이다. 독일어의 Meister는 ‘선생님’이라는 뜻의 라틴어 Magister에서 유래한 독일만의 독특한 기술 및 기능 인력 제도이다. 마이스터는 직업에 필요한 공부를 하고, 실기과정을 이수하고, 정규시험을 통과한 사람에게 부여하는 명칭이기도 하다. 미시적으로는 ‘마이스터 자격’이라는 하나의 자격을 부여하고 있으며, 거시적으로는 독일의 전체적인 직업 교육 제도를 일컫는 말로 통용된다.
들어가기에 앞서, 마이스터라는 용어는 마이스터 고등학교가 도입되면서 생겨난 한국에서만 주로 쓰는 국지적인 특성을 가졌음을 용어 상 혼선을 막기 위해 밝힌다. 세계적으로는 견습이나 직업 훈련이라는 용어를 쓰고 있다. 교육부는 2009년 9월 1일, 난해한 교육용어를 찾아내 변경하기 위한 `국민 체감 정책용어 발굴 및 부적합 용어정비 사업' 계획에 마이스터라는 용어를 개정 대상에 포함했다.

## 개요
독일은 교육제도를 우수 인력의 능력을 계발하고 직업교육을 통해 경제 인력을 양성한다는 목표를 위해 운영한다. 독일에서 교육은 각 주가 독립적으로 담당하므로, 16개 주에서 다양한 교육체계와 학교 유형들이 존재한다. 독일은 만 4세부터 12년간 의무교육을 실시하고, 이는 일반교육에 한정되지 않는다. 보통 정규학교 의무교육은 9년이며(베를린과 노르트라인-베스트팔렌 주는 10년) 졸업 이후 정규고등학교에 진학하지 않는 학생은 적어도 3년 동안 중등직업기본학교에서 수학해야 한다. 독일의 학교제도는 주들 간에 다소 차이가 있으나, 보통은 초등학교의 초등단계와 중등교육 I/II단계 그리고 대학 등의 고등단계로 분류가 된다.

## 역사와 발전 과정
중세 길드로부터 이어져온 마이스터 체제는 현대 (1960년대)에 이르러 체계화된 제도로써 자리잡았다. 독일의 직업 훈련 제도는 1969년에 만들어졌고 개정을 거듭했다.중세 길드제도가 도입된 이래 몇백 년간 유럽 국가들에서는 직업훈련제도가 유사하게 시행되었으나, 길드제도가 끝난 18·19세기 이후에는 직업훈련제도가 국가들 간에 상이하게 진화되었다. 유럽 어디서나 길드에는 엄격한 「견습공-도제-마이스터」라는 계층질서가 존재하였고, 마이스터만이 문서화된 자격증을 가질 수 있었고, 당시 ‘견습 증서’는 견습의 첫 단계를 마쳤다는 것을 증명하였다. 견습공들은 거의 대부분 마이스터에게 수업료를 지불하였고, 상당한 실습기간을 거쳐 길드에 가입했다. 견습생은 전문시험을 거쳐 도제사회로 편입되었는데, 이 시험이 중세의 자격시험이자 오늘날 기능사 자격의 원조이다. 이 도제 직업자격은 타국가에서도 인정받았고, 이로 인해 유럽 내에서 노동이동(labour mobility)이 시작되었다.
18, 19세기 독일의 경우, 산업화가 비교적 늦게 진행되었다. 1811년 영업의 자유가 확산되고 길드가 사라지기 시작했으나 독일에서는 이 현상이 얼마 가지 않았다. 전통의 수공업 훈련은 1897년 법적으로 부활하였다. 치열한 국제적 경쟁으로 인해 숙련된 인력의 수요가 지속적으로 증가하였고, 노동운동이 확산되는 당시에 정부는 전통적인 수공업 생활양식이 견습생들의 사회적·정치적 동화를 막을 수 있다고 생각했기 때문이다. 19세기 견습생들은 보통 밤이나 일요일에 기초를 복습하고, 직업에 관한 이론적 지식을 배우기 위해 ‘향상교육학교’를 다녔다. 19세기 말에 이르러서 향상교육학교는 전문적인 직업교육뿐만 아니라 시민교육도 담당하는 ‘중등직업기본학교’로 발전하였고, 오늘날까지도 중등직업기본학교와 기업에서의 학습, 이 두 가지 모두를 하나의 교육과정이 포괄하기 때문에 이를 ‘이원화 직업훈련제도’라고 부르게 된 것이다. 노동력의 숙련 과정을 관리·통제하는 상공회의소 등의 직능단체를 필두로, 중요한 갈등분야에서 실패를 줄여나가는 데 기여했다고 평가받는다.
이원화체제 교육제도는 일반교육제도와 다른 조직구조와 직업훈련법에 기반해 자격검정을 구성한다. 그리고 복수적 규범양식인 시장과 관료주의는 합의절차가 필요하며, 기업체는 이러한 복수적 시스템을 실습하는 공간이 되었다. 청소년들은 업체와는 훈련생이란 신분의 근로자로서 직업훈련계약을 맺고, 이들이 교육받는 장소인 직업학교에서는 학생이다. 그리고 직업체계와 직업훈련 규범은 고용주, 노조, 국가가 합의하여 정해진 절차에 따라 확정되며, 훈련비용은 보통 업체가 부담한다. 훈련생들은 업체와 임금협상을 하여 훈련수당을 지급받고, 직업학교비용은 공공분야가 부담한다. 이러한 이원화체제 교육제도의 ‘교육훈련의 직업원칙’, ‘작업장에서의 학습원칙’, ‘업체훈련의 자치원칙’, 이 세 가지 전통은 현재까지 이어지고 있다.
제 2차 세계 대전 말에는 “각 주가 중앙 정부와는 독립적으로 교육 정책을 맡는다”는 원칙과 “다원적인 정부와 법적 제도로서 비정부 세력이 교육 정책을 만들어나가도록 유도한다”는 원칙이 일반 교육에서 직업 교육에까지 확대 적용됐다. 1970년대에는 새로운 기술이 도입되면서 1930년대에 만들어진 직업 훈련에 대한 법령이 거의 대부분 쓸모없어졌다. 1981년 12월에 연방 의회는 “Vocational Training Promotion Act” (BerBiFG)를 승인함으로써 BIBB에게 직업 교육에 관한 계획과 통계 수집이라는 업무를 추가로 부여했다. 이 법은 크게 직업 훈련의 준비부터 시대의 흐름과 함께 바뀌는 환경에 맞춘 재훈련까지를 모두 포괄한다. 하지만 자금을 감독하는 문제는 여전히 법망 바깥에 존재했다.
당대의 또 다른 문제는, 1980년대에는 경제적, 기술적인 이유로 직업 훈련이 필요한 분야가 더 넓어졌다는 것이다. 이 변화를 직업 교육에 반영하기 위해 연방 정부는 1983년에 새로운 직업에 관한 연구 프로젝트를 진행했다. 연구 결과에 따라 본적으로 직업 교육 과정을 통폐합해 1945년에 900개이던 직업의 종류는 1997년에는 356개로 줄어들었다. 기초적, 계속적인 직업 교육을 담당하는 직업 교육 교사와 실습 담당자를 훈련하는 프로그램을 컴퓨터의 보급에 발맞춰 다시 개발하고, 훈련에 관한 규정도 변화시켰다. 또한 몇몇 분야에서는 첫째 해에는 기본적인 훈련을, 나머지 해에는 전문 훈련을 받는 방식을 도입했다. 당시 이루어진 노력은 유연성, 자율성, 책임을 강화했다. 특히 상업적, 기술적인 부분에서 노력으로 노동 시장에서 요구하는 더 높아진 기준을 만족시킬 수 있게 됐다.가장 최근의 법적 조치는 2005년 3월 5일에 이루어진 Vocational Training Act의 대규모 개정이다.

## 현대 독일 마이스터 제도의 구조와 기능

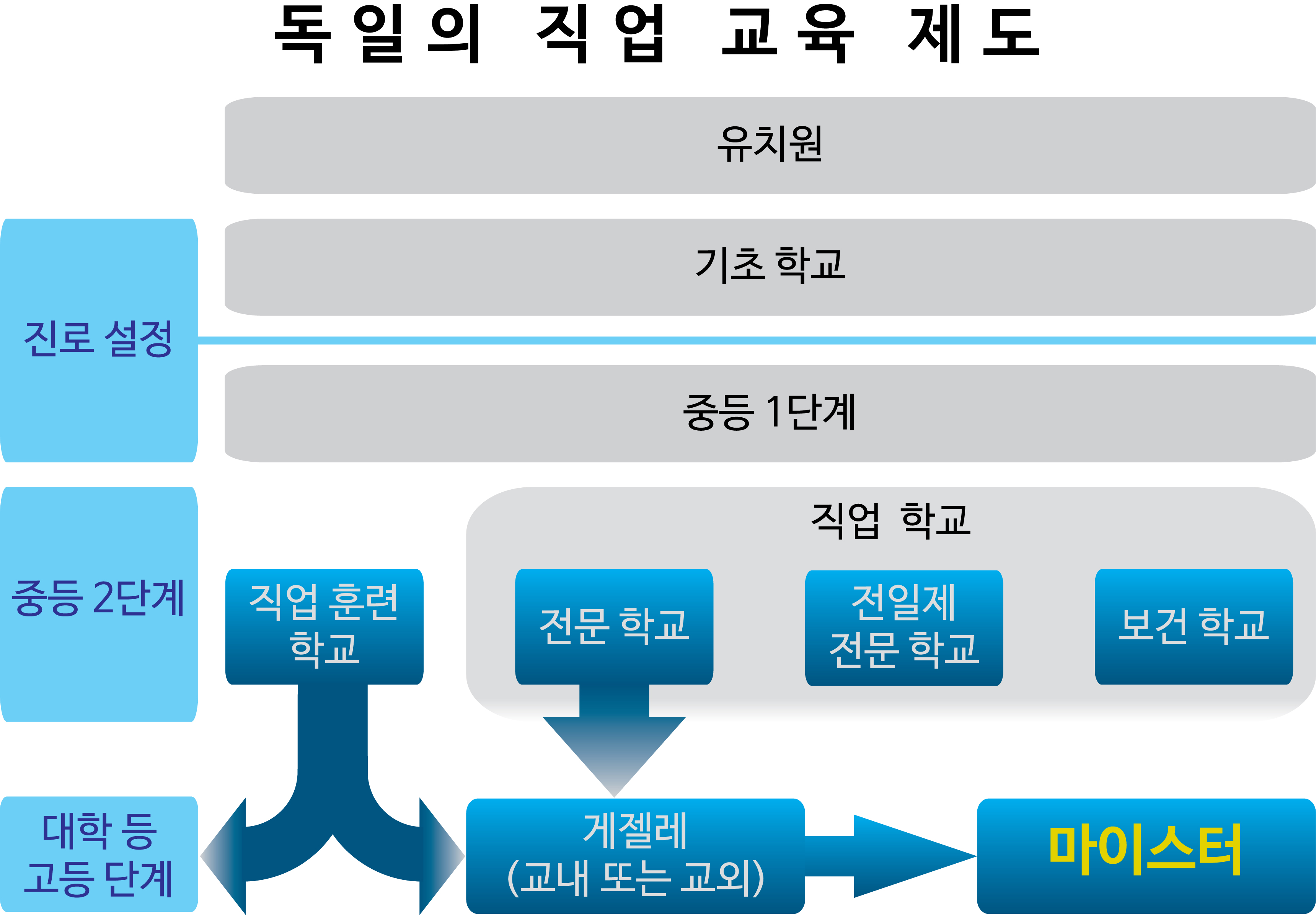
독일의 직업 교육 제도

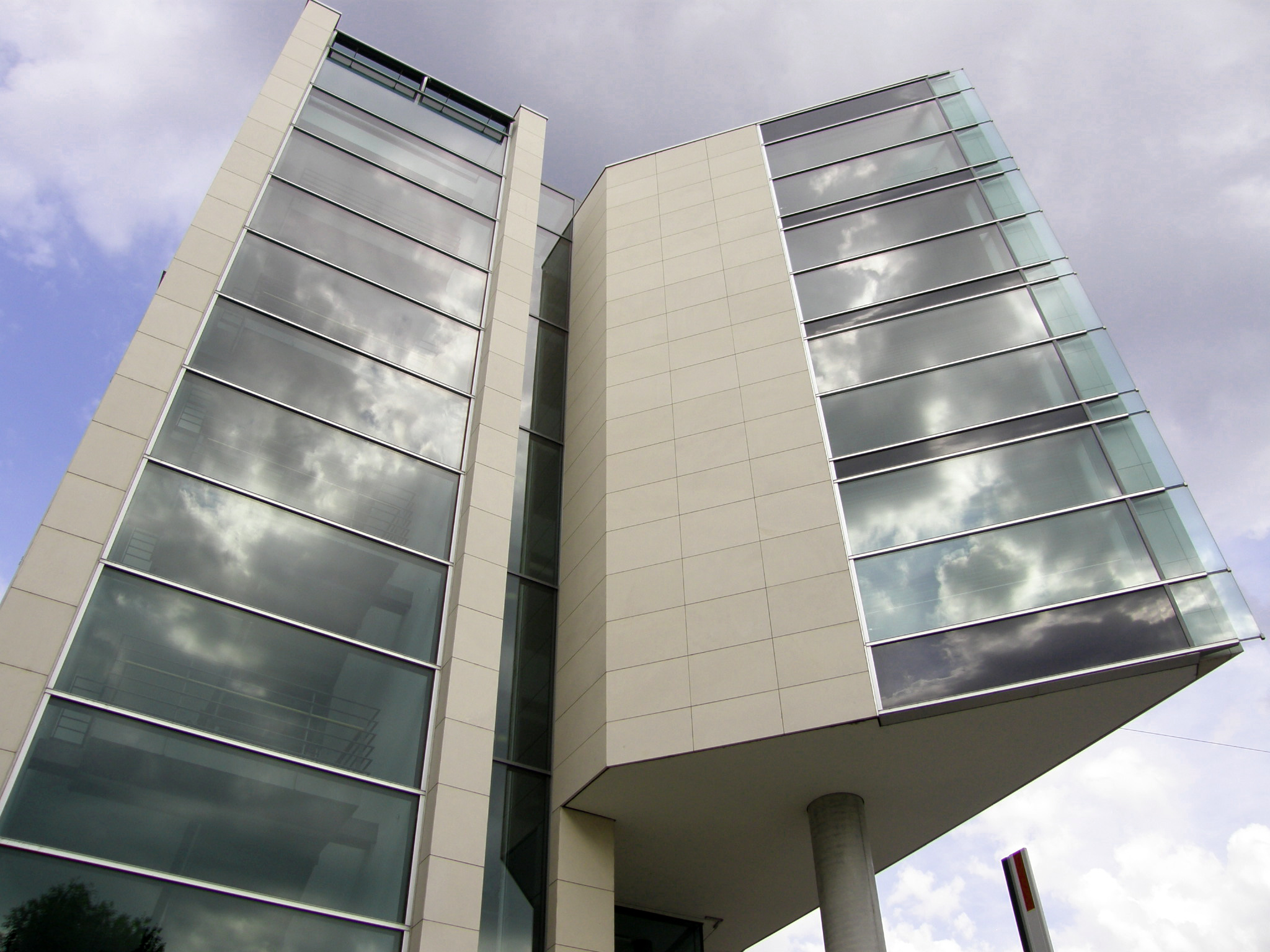
슈투트가르트 상공회의소(IHK)

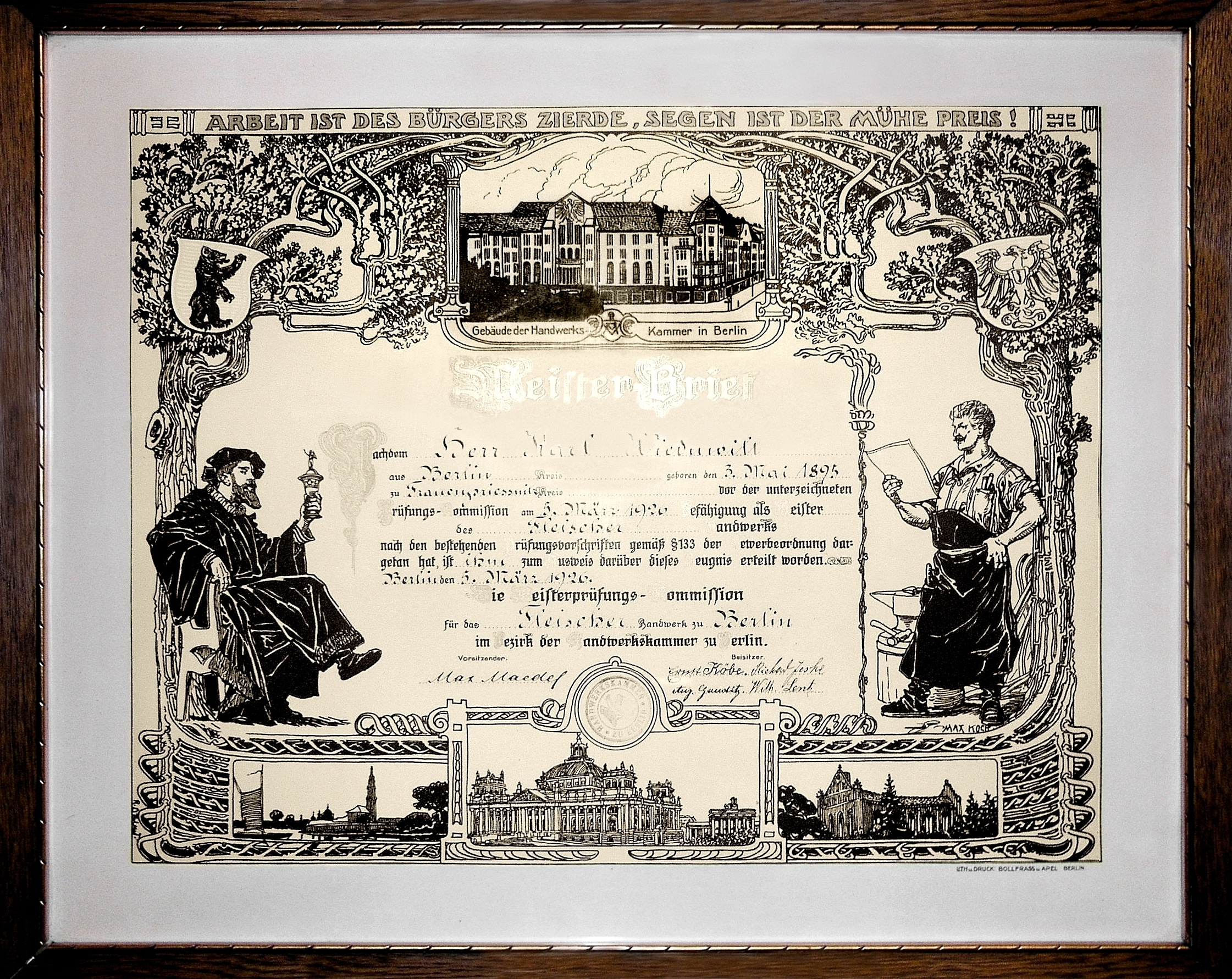
베를린 상공 회의소가 1926년 발행한 마이스터 인증서

다른 유럽의 국가들이나 미국과는 다른 교육제도를 채택한 독일은 우수한 인력의 조기발견과 직업교육을 통한 경제인력확보를 교육시스템의 근본적인 목표로 삼는다. 독일의 경우 교육은 만 4세부터 12년간 의무교육을 실시한다. 독일의 교육제도는 진로설정단계가 있는데, 대학교육과 직업교육을 선택할 수 있는 단계이다. 정규학교의 경우 의무교육이 9년이며, 이를 이수한 후에 정규고등학교에 계속하여 진학하지 않은 학생은 최소 3년동안 의무 중등직업기본학교에 진학하여야 한다. 즉 직업교육과 대학교육에 있어서 선택할 수 있는 단계가 있고, 이는 독일의 이원화체제 교육제도에 근거한다. 이원화체제는 철저한 산학협동에 근거하여 교양 및 이론교육을 중등직업기본학교에서 가르치고 실기훈련은 산업체 현장에서 받도록 하는 독일의 독특한 직업교육제도를 말한다. 독일의 중등직업기본학교는 정시제 중등직업학교, 중등직업준비학교, 전일제 중등직업기술학교, 직업고등학교, 기술고등학교 등이다.
독일의 교육단계는 크게 유치원교육, 초등단계, 중등단계, 고등단계로 나눈다. 먼저 유치원교육에서 유치원(독일어: Kindergarten)은 본래 18, 19세기 때 궁핍한 아이들의 복지를 위해서 세워졌다. 유치원은 교육은 의무교육이 아니며, 개인, 교회, 기업, 지방행정기관 등 다양한 방법으로 운영이 된다. 기초학교부터는 의무교육단계이다. 기초학교는 5학년과 6학년에 진로설정의 단계를 갖아 중등단계의 교육방향을 정할 수 있는 것이 가장 큰 특징이다. 중등단계는 크게 중등단계1과 중등단계2로 나눈다. 중등단계는 일반교육체제로서 모든학생들에게 공통적으로 제공되는 초등학교와 초등학교 이후의 상급학교인 직업학교, 실과학교, 김나지움 등으로 수직적인 체계이다. 중등단계2에서부터 진로는 더욱 세분화된다. 크게는 중등직업기본학교와 중등기술학교로 나눌 수 있다. 중등직업기본학교를 졸업하고 나서는 취업에 뛰어든다. 중등기술학교는 또다시 전일제 중등전문학교, 중등실과학교, 중등전문학교로 나뉘게 된다. 이 중 중등전문학교에서는 계속교육훈련을 제공하는데, 이는 게젤레(Geselle)와 마이스터(meister)를 대상으로 한다.
직업훈련은 양성훈련과 계속훈련으로 나눈다. 양성훈련과정은 이원화체제 교육제도에 근거하고 있다. 양성훈련 중에 중간시험과 최종시험이 있으며, 이 과정을 이수하면 게젤레(Geselle)자격을 취득하게 된다. 기능사라는 뜻을 갖는 게젤레(Geselle)는 수공업협회에서 발행하는 자격의 명칭을 말한다. 단, 상공회의소의 서비스분야는 숙련자격(Fachangestellte)으로 불린다. 계속훈련은 게젤레(Geselle)자격을 취득한 사람들이 마이스터로 승급을 위하여 받는 직업훈련이다. 연방정부차원에서는 약 200개의 마이스터 자격이 존재한다.
전체회의소 자격으로는 약 450개의 마이스터 자격이 존재한다. 마이스터 자격은 자격 취득자에게 직업 경험을 더 갖추게 하여 중간 간부의 역할을 원활히 수행할 수 있도록 한다. 일정한 조건 하에서 대학교(고등교육)에 진학할 자격이 주어지는데 이는 고등단계에 해당이 된다.
마이스터슐레(Meistershule)라고도 불리는 계속훈련은 게젤레(Geselle)자격을 취득한 사람들이 3년 동안 현장에서 일하고 마이스터로 승급하기 위하여 받는 직업훈련이다. 계속훈련은 독일상공회의소(IHK)나 공예회의소의 주관 아래 운영되며, 교육 프로그램을 이수한 뒤 자신의 전공은 물론 경제, 법률, 교육, 전문과정 등 4개 과목 시험을 통과해야 한다. 나아가, 마이스터가 되면 사업체를 운영하거나 회사의 경영진, 중등기술학교 교사 등으로 일하기 때문에 창업에 필요한 지식은 물론, 제자들을 가르치기 위해 교육학도 배운다.
연방정부차원에서는 약 200개의 마이스터 자격이 존재한다. 전체회의소 자격으로는 약 450개의 마이스터 자격이 존재한다. 마이스터 자격은 자격 취득자에게 직업 경험을 더 갖추게 하여 중간 간부의 역할을 원활히 수행할 수 있도록 한다. 일정 조건 하에서 고등교육을 받을 수 있는 자격 또한 주어진다. 마이스터 자격을 얻게 되면 자신의 공장이나 기업을 세울 수도 있고, 중등기술학교나 기업 현장에서 실습생을 가르칠 수도 있다.
한편, 마이스터의 자격을 부여 받으면 마이스터 인증서를 부여 받게 되는데, 인증서의 디자인은 획일화 되지 않고 고전적인 양식에서부터 현대적인 그래픽의 디자인까지 다양하게 통용되고 있다. 일부 분야에서는 경력에 따라 실버, 골드, 다이아몬드로 구분하여 인증서를 지급한다. 이러한 일련의 인증의 과정을 통해 독일에서는 마이스터에게 4년제 학사 자격부터 부여한다.

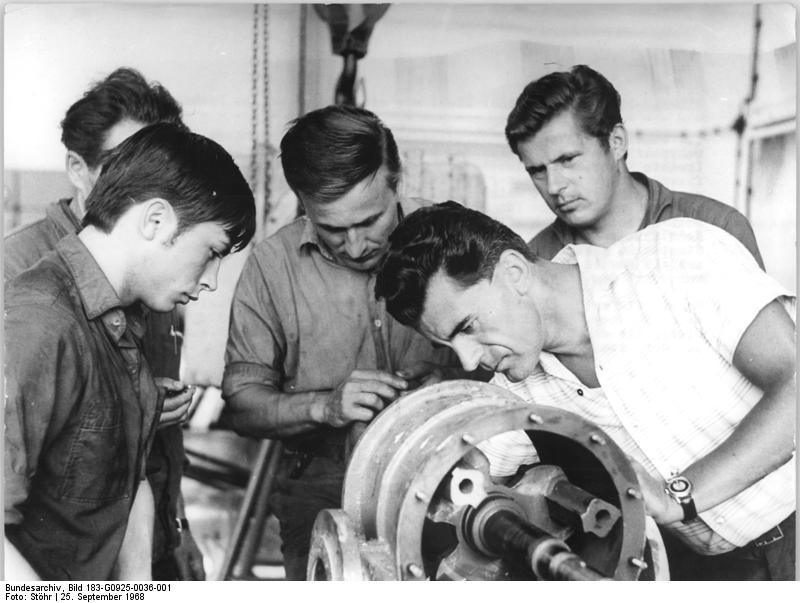
화학 섬유 공장 Guben의 마이스터 Harald Röhr

### 기능
이원화체제 교육제도의 성격과 질은 국가의 개입에 의해 정의된다. 그 결과 독일국민은 이원화체제 교육제도를 사회적으로 취업을 하는 방법으로 잘 받아들인다. 이는 직업 교육을 취업의 대상인 기업이 주도하고, 교육은 기업에서 하는 일을 중심으로 분류되고 이루어진다는 것을 의미한다. 금전적으로 기업이 자체적으로 직업 교육에 필요한 비용을 마련함으로써 법적인 차원을 넘어서 실제로 자치를 확립하였다. 독일에서 견습 문화는 직업 교육을 위한 일을 일반적인 일과는 구분된다. 독일의 취업 인구는 거의 대부분 직업 교육을 통해 기술을 배웠기 때문에 중급 인력으로 분류된다. 교육 과정에서 독일의 졸업자 중 기술직을 택한 사람들 중 50~60%가 취업을 한다. 기술이 없는 사람들의 실업률이 계속해서 낮게 유지된다. 이렇게 기술이 뛰어나지 않아도 각자 할 일을 찾을 수 있는 원인은 독점의 원칙과 평등의 원칙이다. 첫 번째로 독점의 원칙에 따르면, 학생들이 기술직에 취업할 수 있는 유일한 방법이 직업 교육이 될 수 있도록 훈련 규율은 짜여져야 한다. 두 번째는 똑같은 분야에서 직업 교육을 받는 사람은 모두 똑같은 내용을 교육받아야 한다는 원칙이다. 기초적인 직업 교육은 어느 기업에 가든 똑같이 필요할 것이라는 생각에서 비롯된다.

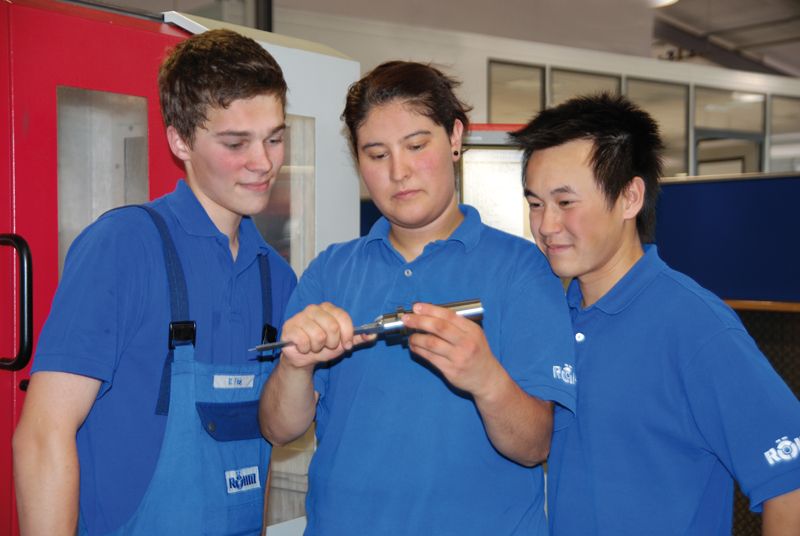
독일의 드릴 제조 회사 RÖHM에서 이원화 교육 중인 학생들

하지만 똑같은 교육이 다원화의 장점을 취하는 데 방해가 되기 시작하면서 최근에는 제도를 현대화하고자 유연성과 기동성을 향상하려 시도 중이다. 예전에는 특성화를 목표로 하는 교육을 초기 훈련이 끝나고 1년 동안만 실시했었다. 하지만 2006년에는 4개의 새로운 직업이 도입됐고 18개의 직업에 관한 규율을 현대화를 목표로 개정했다. 변화에도 불구하고 직업 교육에 중세부터 내려오는 역사적인 배경이 있는 영어권 국가들에게 직업 교육은 직업에 관한 정보를 전한다거나 직업 교육의 주체들간에 상호 작용을 한다. 특히 독일은 유럽 국가들 중에서도 각각의 직업 교육을 받는 진로를 독특하고 가치있다고 보여진다. 이 특징은 독일의 직업 교육이 전통적으로 비판받아왔던 점이다. 하지만 반대로 직업 교육과 인문 교육이 사이의 상호 작용은 직업 교육 진로를 안정시키는 역할도 담당한다. 앵글로색슨 세계에서는 직업 교육 제도를 마련했다가 실패한 경험이 많기 때문에 독일의 직업 교육 제도를 동경한다.

### 경제적 구조
회사 입장에서는 회사 전체에 인적 자원의 형태로 직업 교육이 얼마나 이윤을 가져오는지가 가장 중요하다. 경제적으로 이윤은 지출과 관련이 있고, 독일의 직업 훈련은 기업에게 비용을 부담시키므로, 비용을 먼저 비용 모델을 이용해 분석하는 것은 의미가 있다. 비용 모델에서 고려 대상은 지출을 의미하는 직접 비용과 기회 비용을 포함하는 간접 비용이다. 직업 훈련에서 직접 비용은 총 견습 비용의 75%, 생산성 하락에 의한 간접 비용은 25%이다. 따라서 비용만을 계산해서도 직업 훈련을 경제적으로 충분히 이해할 수 있다. 평균적으로 회사가 자체적으로 실시하는 인적 자원에의 투자는 손실을 가져오는 데 반해 직업 훈련을 통한 그것은 6.7%~8.6%의 수익률을 보인다. 경제 성장률을 훨씬 상회하는 이 수익률은 직업 훈련 제도가 지속 가능한 이유다. 기업이 직업 교육을 하면서 교육생을 모집하는 비용, 재화에 투자하는 비용, 개발과 생산부터 유통까지 이르는 과정을 혁신하는 비용 등을 지출하게 된다.
직업 훈련을 통해 새로운 기술과 그것을 익힌 인력이 투입되면 기존의 것들은 필연적으로 밀려나게 된다. 밀려나는 과정은 곧 경제적으로 지출에 해당한다. 새로운 인력에 맞춘 기존 인력에 대한 재훈련, 조기 퇴직, 퇴직자에 대한 지원 등의 형태로 직업 훈련은 지출을 일으킨다. 하지만 이러한 간접적인 지출은 매우 적다. 그런데 개인이 직업 교육을 계속 받기로 결정하면서 포기하는 기회 비용은 산출이 불가능하다. 예를 들어 계속적 훈련 대신 취미를 선택한 사람이 취미로 얼마만큼의 정신적인 만족을 얻는지는 정확히 알 수가 없다. 지출 다음으로 직업 훈련으로 얻는 이득을 보면, 계속적 훈련으로 지식을 갱신하는 이득, 발전에 적응하는 이득, 승진과 직위 보존이라는 이득, 해고를 피하는 이득 등이 있다. 이들 이득은 훈련 당시에는 계량할 수가 없다. 그래서 견습을 나중에 돈을 회수할 수 있는 투자로 보지 않고 비용 지출로 보는 경향이 있다. 다시 말해 직업 훈련을 통해 견습생을 기르면서 나중에 견습생이 이윤을 많이 창출할 수 있는 직원이 되리라고 기대를 하지 않는다. 기업의 입장을 넘어서 국가적으로도 직업 훈련으로 인적 자원을 기른다는 생각을 하지 않는다. 인적 자원이 사회적으로 도움이 되는가라는 질문이 별로 관심을 받지 못했다. 교육을 통해서 인적 자원을 길러도 세수가 늘어나는 것 외에 다른 이득을 생각하지 않는 것이 관습이었다. 직업 교육 뿐만 아니라 교육 전체에서 독일은 투자를 회수하지 못하고 있다. 전반적으로 인력의 수준을 높이는 일의 이차적인 효과를 계산하지 못한다면, 사회적 투자 회수 모델은 불완전하다.

### 경향성
견습직을 최대한 학교보다 기업에서 머무르게 하는 편이 기업 입장에서 이득이다. 기업이 최대한 자신에게 유리하도록 훈련을 경영하더라도, 독일에서 기업 내에서의 직업 훈련은 인적 자원을 개발하는 과정이라기보다는 일반적인 투자 중 하나로 취급된다.이는 소득이 정도에 따라 다른 경향성을 보인다. 소득이 적은 그룹에서 경제적 성장과 계속적 훈련에의 투자가 두드러진다. 소득이 높은 그룹은 중간과 낮은 그룹과는 다르게 계속적 훈련을 마친 사람들은 인적 자본에 의미 있는 만큼 기여하지 못한다. 기업이 발전함에 따라서 높은 수준의 직원을 원하는 경향과 상관이 있다. 동시대적으로 투자를 공유하는 것은 1인당 소득에 긍정적 영향을 준다.학술적인 분야에서의 경우 계속적 훈련은 인적 자본을 유지하는 것이다. 비용이 소모된다는 생각보다는 재투자로 인식된다. 혁신적, 발전적인 분야에서의 경우에는 합격자의 수준과 벌어들이는 비용에는 양의 상관 관계를 가진다. 1992년에 실시된 설문에 따르면 계속적 훈련에 참여한 시간은 사람마다 크게 달랐다.
이렇게 비용과 이윤을 좌우하는 요소 중에서는 가장 중요한 것은 현장에서 견습생들에게 작업을 배당하는 방식이다. 견습직을 실제 생산에 투입하면 따로 훈련만을 위한 공정에 대한 필요가 사라져서 이윤이 높아지는 경향을 보인다. 이렇게 견습직이 생산에 참여할 수 있는 곳은 대체로 작은 회사이므로, 작은 회사가 견습직을 고용해서 이윤을 더 많이 남기는 편이다. 큰 회사는 견습직을 대체로 값싼 노동력으로 취급한다. 이 현상은 숙련공의 임금이 높다면 더 두드러진다. 대표적으로 독일과 스위스가 차이를 보인다. 이러한 차이는 구조적인 요인에만 기인하지 않는다. 스위스의 기업들은 직업 훈련을 저렴한 방식으로 한다. 직업 훈련을 투자 보다는 생산 수단으로 본다. 생산성에 관한 문제를 풀기 위해서는 독일의 기업은 생산적인 일들을 견습직에게 더 배분해야 한다는 평가를 받는다. 이 변화에 앞서서 독일은 지금처럼 노동 시장의 규제를 풀어나가야 한다는 평가도 받는다.

## 비판
독일의 직업 교육 제도는 최근에 사업가들이 견습직 일자리를 충분히 만들지 않으면서 위기에 봉착했다. 2002년부터 학생들의 공급이 기업의 수요를 넘어섰다. 많은 이론서들은 기업들은 견습 비용에도 불구하고 견습직을 제공할 것이라고 하지만, 부정적인 전망이 서서히 나타나고 있다.지금처럼 견습 기간에는 회사가 견습생에게 지출을 해야하는 상황에서 기업은 견습이 끝난 이후에 견습생에게서 이윤을 취할 수밖에 없다. 실제로 IAB establishment panel 2004에 따르면 견습 기간에 드는 비용이 견습직을 기업에 두지 않는 요인 중 제일로 꼽히었다. 따라서 기업들은 견습직들이 견습 기간 이후에도 기업에 이득이 되도록 남아있는 것을 중시한다.
이와 같은 부정적인 측면 중 경제적인 것은 스위스와의 비교에서 잘 나타난다. 두 나라는 유사한 이원화체제 교육제도를 갖추고 있기 때문에 비교에 적합하다. 평균적으로 스위스에서는 직업 훈련에서 이익을 얻을 수 있지만, 독일에서는 오랜 전통에도 불구하고 비용을 초래한다. 물론 이 비교에 있어서 독일과 스위스라는 서로 다른 환경끼리 이루어졌다는 사실은 다르다. 대표적으로 가장 큰 차이점은 노동과 관련되어 있다. 독일은 노동자를 스위스보다 더 엄격하게 보호하고, 두 나라의 노동 시장도 크게 다르다. 이런 차이들을 고려하고 객관적으로 비교하기 위해서 여기에서는 독일 기업들이 스위스라는 환경에 처했을 때 나타나는 현상을 다루기로 한다. 결론적으로 기업 입장에서 3년간 훈련 프로그램을 운용하는 순비용이 독일과 스위스에서 차이가 나는 금액은 25000유로다. 스위스에서 직업 교육은 기업에게 일반적인 노동자만큼의 이윤을 제공한다.
독일은 그렇지 못하기 때문에 기업은 견습직 종사자들이 자격을 얻은 뒤에 그 기업에서 일함으로써 제공하는 이득으로 훈련 비용을 상쇄할 수밖에 없다. 이렇게 기업이 견습 제도에서 이익을 뽑아내는 과정을 이론적으로 해석한 연구도 있다. 견습 제도가 회사가 인적 자원을 길러내는 것에 어떻게 얼마나 기여를 하는지 알아내기 위해 베커 모형을 사용할 수 있다. 회사의 베커 모형은 인적 자원을 평가하는 방법 중 하나다. 개발된 배경이 미국이라는 점을 독일의 사정에 맞춰 수정할 필요가 존재하나, 독일에 적용이 가능함은 사실이다. 베커는 기술과 지식을 일반적인 것과 특정적인 것으로 분류했다. 특정적이라는 것은 어떤 기술이 한 회사에서만 유용하고 다른 회사에서는 쓸모가 없다는 뜻이다. 반대로 일반적인 기술과 지식은 두루두루 시장 가치가 있다는 뜻이다. 일반적임은 노동 시장에서 노동자가 가진 특징점으로 거의 대부분의 기업이 인식한다는 의미이기 때문이다.베커 모델에 따르면, 훈련을 통한 투자는 기업에게 두 가지 이유로 이윤을 가져다준다. 첫 번째는 생산적인 일을 통해서이고, 두 번째는 기술직에게 경쟁 관계에 있는 노동자에게 줘야할 것보다 임금을 적게 주는 것을 통해서이다. 중요한 점은 견습생이 견습 기간 이후에도 기업에 남아야 기업이 두 가지 방식으로 모두 이윤을 챙길 수 있다는 것이다. 따라서 베커 모델이 예측하는 바는, 기업은 한 회사에 한정되는 기술과 지식만을 훈련시키려고 한다는 것이다.
하지만 현실에서는 법의 지위까지 오른 규정이 회사의 특수성을 훈련에서 배제하도록 강제한다. 독일에는 발달된 직업이 25,000여 개 존재하는데, 직업 교육은 불과 364개 분야로 일반화해서 이루어지고 있다. 직업 훈련을 거치면서 수시로 지역색과 무관한 시험을 치러야 하고 특정한 교육 목표를 달성하도록 정해놓은 탓이다. 다수의 국민이 만들어내는 표준화 효과도 있다. 결과적으로 독일의 직업 훈련을 받은 사람은 같은 분야에서 일한다면 어떤 회사에서 일하든 훈련 내용을 쉽게 응용할 수 있게 된다. 이렇게 좋은 결과는 물론 완벽하게 달성되지 않고, 일부 부정적인 요소들도 작용한다. 기업은 국가가 만든 기준을 최소한으로 준수하는 선에서 기업 자신에게 맞춘 훈련을 제공하기 마련이다. 시험은 최소한의 기준에 관한 것이기 때문에 기업은 시험을 크게 제약 요소라고 느끼지 않을 수 있다. 또한 견습에서 최대의 이익을 내기 위해서 기업은 시장 권력을 이용한다. 그리고 국가의 도움 없이 길러낸 숙련공에 비해서 견습공을 싸게 고용하기 위해 정보의 비대칭도 활용한다.

## 적용된 실제 사례들

### 홀츠타이거 장난감
독일 Guester에는 홀츠타이거라는 나무 장난감을 직업 훈련을 거친 인력을 이용해서 만드는 회사가 있다.  아이들이 주변 환경에서 배우는 점을 감안해 홀츠타이거는 실제 생활과 자연에서 마주칠법한 것을 장난감으로 만든다. 홀츠타이거를 가지고 놀면서 관찰, 상호 작용, 놀이를 통해 아이들은 창의력과 문제 해결 능력을 배울 수 있다. 홀츠타이거는 아이들의 상상력과 모험심을 자극하기 위해 간단한 모양을 가졌고 화려한 색상을 쓴다. 홀츠타이거는 개념에서 출발해 지속 가능한 벌목에서 나온 원목으로 만들어진다. 나무의 공급자들은 모두 독일 정부에게 인증을 받았다. 나무를 벤 후에는 원목을 판 형태로 만들어 테두리 모양으로 나무를 잘라낸다. 이후 과정은 모두 직업 교육을 거친 사람들이 모두 수공업식으로 처리한다. 그 다음 나무에 수성 페인트로 개성있는 색깔을 입힌다. 마지막으로는 수성 라커로 아이들이 가지고 놀기에 안전하도록 처리한다.

### 맥주 장인
맥주 장인은 작은 술집이나 양조장을 열 수도 있고 산업화된 공장에서 일할 수도 있다. 그 공장에서는 보조자 역할부터 최고 양조자나 생산 책임자까지의 직위가 있다. 이 중에서 작은 양조장을 고른다면 생산의 전반적인 모습을 조망할 수 있는 기회를 얻을 수 있다. 원재료를 선택하는 것부터 최종 제품이 탄생하기까지를 지켜보는 것은 이 직업에 흥미를 더한다. 또는 투자를 받을 수 있다면 소규모 양조장을 여는 방법도 있다. 취업에 관심이 있는 양조인은 직업 훈련을 통해 직위를 취득하는 것을 고려해야 한다. 유럽의 양조장은 학위를 따지기 때문이다. 여러 진로를 통해서 맥주 장인의 자격을 얻을 수 있다. 직업에 종사하면서 얻을 수도 있고, 대학에서도 양조학 학위를 받을 수도 있다. Weihenstephan (Bavaria/Germany), International Centre for Brewing and Distilling (ICBD) at Heriot-Watt University in Edinburg, Scotland, or the Siebel Institute of Technology (Chicago) 등이 양조 관련 전공을 제공한다.

### 안경사
안경사 자격을 얻으려면 견습 3년과 공예에 대한 이원화 구조를 거쳐야 한다. 그 내용은 특히 고객과 접점을 만드는 일, 작품 공예 활동, 조직 활동, 판매 주문 처리 등을 포함한다. 시험 준비 과정 마이스터 학교에서 1년을 배우고, 제공하는 교육 훈련 학교에서는 2년 정도 폭 넓은 학습 내용과 지식을 배우게 된다. 국가 인증 안경점 등 눈에 관한 직업을 가할 권리를 얻는다. 최종 시험은 1부와 2부 실기 시험, 1부와 2부 이론 시험으로 나뉜다. 독일의 다른 직업 훈련 과정과 마찬가지로 안경사에 대해서도 시험 이후에 이루어지는 계속 훈련 과정이 존재한다. 광학 기계 기술에 관한 마이스터 지위를 얻으려면 도제 훈련을 할 때 사업을 영위하고 있어야 한다. 안과 광학 및 검안 분야의 고등 교육에 대한 국가 인증을 받아야 바이에른 주 등 일부 주에서는 안경점을 열 수 있다. 마이스터 안경점 또는 국가 공인 안경점의 검사를 통과한 주어지는 권한은 안경의 결정 및 피팅, 콘택트 렌즈 검안의 저시력 상담과 적응 등이다.

### 플로리스트
The FDF Trade Association of German Florists는 독일 내와 세계에서 모두 인정받는 훈련 기구다. 이 기구가 제공하는 교육 과정은 매년 플로스트리의 새로운 흐름에 따라서 개정된다.
특별 세미나에서는 플로스트리의 창의적인 면을 배우면서 시험 준비를 병행한다. 고급 훈련 과정을 수료함으로써 플로리스트는 전문 자격을 얻을 수 있다. 겔젠키르헨에서 이루어지는 전문 훈련 과정은 실무적인 능력을 키워준다.

### 쉼멜 피아노
쉼멜 피아노는 4대째 경영권을 이어 내려오고 있는 독일 브라운슈바이크에 기반한 피아노 제조사다. 이 회사의 피아노는 첨단 기술과 장인 정신의 복합체다. 쉼멜의 현재 지위는 300년 이상 이어져 내려오는 기술로 장인들이 노력한 결과다. 그 결과 쉼멜 피아노는 German Piano Manufacturers Association (BVK) and the German Chamber Network of Commerce에게 소비자가 독일에서 생산된 제품을 쉽게 알아볼 수 있도록 하는 표식인 Made in Germany을 받음으로써 인정받았다. 이 상표를 붙이려면 2년마다 엄격한 기준을 만족해야 한다. 그리고 Made in Europe 상표는 Made in Germany 상표를 논리적으로 확장한 것이다. 독일 피아노 제조사 연합은 독일의 피아노 제조사는 완전한 회원으로, 유럽의 그들에게는 제휴의 형태로 협력한다. 쉼멜 피아노는 이 연합에서 가장 최고의 피아노에게만 주어지는 빌헬름이라는 칭호를 받았을 정도로 뛰어난 피아노를 만들고 있다.
쉼멜 피아노는 기술적으로 뛰어나다. 재료는 300년 된 가문비나무로, 천천히 자라고 나이테가 균일하다는 특징이 있다. 지역의 목재상이 독점해서 공급하는 가문비나무로 만들어지는 부품 중 하나는 사운드 보드다.  사운드 보드의 구부러진 모양새는 음색을 향상시키고, 같은 크기를 유지하면서 15%가량 더 큰 사운드 보드를 쓴 혁신은 음역대를 확장한다. 더 자유롭게 운동할 수 있는 특허받은 가벼운 브릿지는 고음의 수준을 끌어올리고, 브릿지 반대쪽에서 현을 지지하는 트리플렉스 스케일은 배음을 더 풍부하게 한다. 피아니스트가 피아노와 교감하는 부품인 키는 특허받은 미네랄 코팅이 되어 있다. 피아노를 만드는 마지막 단계는 피아노 마이스터의 검수다. 마이스터는 해머에 조그마한 구멍을 내가면서 소리를 조정한다. 이 일은 기계가 절대 할 수 없다. 피아노에는 나무 같은 자연 재료가 들어가므로 매 피아노는 조금씩 다르다. 그러면서도 매번 최상의 품질의 피아노가 탄생해야 하므로 각 피아노는 조금씩 다른 제작 공정을 거친다. 이런 특수성이라는 면에서 피아노 한 대 한 대는 새로운 도전이라는 평가를 받는다.